# مبادرة إطعام المستقبل
مبادرة إطعام المستقبل أطلقت في عام 2010 من قبل حكومة الولايات المتحدة وإدارة الرئيس الأمريكي أوباما لمعالجة الجوع العالمي وانعدام الأمن الغذائي. ووفقا للمعهد القومي للأغذية والزراعة، تسمى «مبادرة الأمن الغذائي العالمية للحكومة الأمريكية».
بدأت مبادرة «إطعام المستقبل» كجهد «لمكافحة ارتفاع أسعار الغذاء العالمية في عامي 2007 و 2008».في عام 2009، وقد تعهد الرئيس باراك أوباما بتقديم 3.5 مليار دولار على مدى 3 سنوات لمبادرة عالمية بهدف مكافحة الجوع والفقر. وفي مايو 2010، أطلقت وزارة الخارجية الأمريكية مبادرة إطعام المستقبل.وقد تم تطوير المبادرة من قبل وزارة الخارجية ويتم تنسيقها بشكل أساسي من قبل الوكالة الأمريكية للتنمية الدولية. وتتمثل الأهداف الرئيسية للمبادرة في النهوض بالتنمية الزراعية العالمية، وزيادة الإنتاج الغذائي والأمن الغذائي، وتحسين التغذية ولا سيما للسكان من النساء والأطفال 

## التركيز على الدول والشراكات
تركز مبادرة إطعام المستقبل في الوقت الحالي على 19 بلداً عبر ثلاث مناطق؛ ثلاثة بلدان في أمريكا اللاتينية ومنطقة البحر الكاريبي، اثنا عشر دولة في أفريقيا،وأربعة بلدان في آسيا:
أفريقيا: إثيوبيا،غانا،كينيا،  ليبيريا، ملاوي، مالي، موزمبيق، رواندا، السنغال، تنزانيا، أوغندا، زامبيا. 
آسيا: بنغلاديش وكمبوديا ونيبال وطاجيكستان.
أمريكا اللاتينية ومنطقة البحر الكاريبي: غواتيمالا وهايتي وهندوراس.
يتم اختيار البلدان وفقًا للمعايير الخمسة التي وضعتها وزارة الخارجية الأمريكية:
- انتشار الجوع والفقر المزمن في المجتمعات الريفية؛
- إمكانات النمو السريع والمستدام الذي تقوده الزراعة؛
- فرص للتعاون الإقليمي من خلال التجارة وغيرها من الآليات؛
- التزام الحكومة المضيفة والقيادة والحوكمة والإرادة السياسية؛
- توافر الموارد والالتزامات من قبل البلد المضيف. "
ويعد تمويل برنامج الزراعة العالمي والأمن الغذائي الخاص بالمبادرة محل اهتمام وتحت اشراف البنك الدولي. وتشمل الشركات المشاركة في هذه المبادرة شركة مونسانتو وبيبسيكو 

## التقييم والنتائج
أشار تقرير مكتب المحاسبة الحكومي لعام 2013 إلى أنه بدون التقييم المستمر للنتائج سيحدث تبديد للأموال الأمريكية، والأهداف، والخبرات."  وقد ذكرت مجلة مازر جونز مقالة نقدية في 2013 تشير إلى أنه "ليس من الواضح ما إذا كان يعمل برنامج إطعام المستقبل على النحو المنشود، أو إذا كانت أمواله تضيع هباءا. "
وصف تقرير في يونيو 2014 صادر عن مبادرة "إطعام المستقبل" نتائج السياسات الإيجابية التي تم اتباعها بمصطلحات أكثر تفاؤلاً، معلناً أن المبادرة بدأت خطوات التقدم ومحاربة الجوع العالمي. "